# Клятаяк
Клятая́к (рос. Клятаяк, башк. Келәтаяҡ) — присілок у складі Буздяцького району Башкортостану, Росія. Входить до складу Канли-Туркеєвської сільської ради.
Населення — 57 осіб (2010; 64 у 2002).
Національний склад:
- башкири — 100 %